# Lucrezia Galletta
Lucrezia Galletta, född 1520-talet, död 1580, känd som "la Luparella", var en italiensk kurtisan och bankir. 

## Biografi
Lucrezia Galletta var från cirka 1540 en av Roms mest berömda kurtisaner, med bland andra biskop Quintio de 'Rustici bland sina kunder. Hon omtalades som en kurtisan som trots sitt yrke uppvisade en intryck av "respektabilitet". Hennes mest berömda kund var Francesco Spinelli, kassör för Altoviti-banken, vars älskarinna hon blev 1546. När Spinelli rymde från Rom anklagad för brott blev Galletta indragen i en berömd och utdragen process av Bindo Altoviti, som anklagade henne för att vara inblandad i Spinellis brott, och hon satt en tid i fängelse, men då tillstånd för tortyr inte gavs kunde ingen skuld fastställas och hon frikändes slutligen 1553.
När hennes kapital var sådant att hon kunde leva på intäkterna från sina ekonomiska spekulationer, avslutade hon sitt yrke som kurtisan och utverkade 1559 tillstånd att inte längre kategoriseras i offentliga dokument som kurtisan. Med hjälp av sin förmögenhet engagerade hon sig därefter i affärer och blev en betydande bankir. Hon var den enda kvinnan som, tillsammans med många kardinaler och medlemmar av de största romerska familjerna, undertecknade ett dokument den 18 januari 1560, den så kallade "grand parti de Lyon", med vilken en stor kredit tilldelades kungen av Frankrike. Hon lånade pengar till bland andra den apostoliska protonotaren Ferdinando Spinello, bankiren Bernardo Acciaiuoli och Vincenzo Fuschieri, biskop av Montefiascone.
År 1566 utvisades alla kurtisaner från Rom på order av påven Pius V, och endast de som antingen gifte sig eller gick i kloster fick stanna. Även om direktivet formellt inte gällde henne, utnyttjades det för att misstänkliggöra henne av affärsrivaler, och hon ingick ett pappersäktenskap med Niccolò Turini för att undvika eventuella svårigheter med anledning av direktivet. Under sina sista år bodde hon i närheten av klostret S. Marta, som hon gynnade, då hennes dotter blivit medlem i det.